# 人權團體
人權團體，或稱人權組織，是一類旨在維護人權的非政府組織，他們藉由辨識人權侵害、蒐集事件資料、分析和出版這些事件的報告、在宣傳自己團體時提昇公眾對人權的注意，以及遊說政府官員阻止這類侵害等多種方式來維護人權。
和所有政府、營利事業以及個人一樣，非營利的非政府組織也有其社會責任存在，而人權團體也一樣也有道義責任；另外在台灣，由於部分人權團體積極推動廢除死刑，而台灣民眾普遍對廢除死刑有強烈的負面觀感之故，因此人權團體在台灣有一定的負面形象。

## 定義
和其他的非政府組織一樣，人權團體的特性可藉由法律上的定義來定義，其中一些定義條件如下：
1. 人權團體是「非政府的」，這表示說這個機構是私人創建、不受到政府影響且不從事公共事務的。
2. 人權團體有著非營利的目標，這表示說假若這機構賺得任何利潤，這些利潤不會分配給其成員，而是會用以實踐其目標。
3. 人權團體不使用暴力、不推廣暴力，也不會和犯罪有牽連。
4. 人權團體常有著自己的章程，以及一個民主或代表制的組織架構，且通常但不總是在國家法律下，享有法人地位。

## 特點
在任何社會中，人權團體和其他政府不同的一點是，多數的政治團體通常只保護其成員的權益，而人權團體則保護社會上所有人，以及其他社會成員的權益。
和嘗試推廣自己特定利益或計畫的團體不同，人權團體嘗試在發生人權侵害的社會衝突中，讓政治過程對所有合格的參與者開放，而這點常讓人權團體和工會之類的宗派或政黨團體出現區別，因為像例如說工會的宗旨，就是保護工會成員的利益，而人權團體的宗旨則是保護所有人的利益。
有時，人們會把人權團體和人道救援團體以及針對特定議題進行遊說的遊說團體搞混，而很多人權團體都會嘗試將自身與參與導致人權侵犯的衝突事件的政治團體給區分開來。
很多時候，人權團體會透過人權觀察員（human rights observer）進行田野調查的方式，而成為某議題的專家。

## 例子
一個人權團體的例子是國際特赦組織；然而就和很多其他的人權團體一樣，國際特赦組織擴展了「人權團體」的定義，這是因為他們不僅不是單一議題團體，甚至也同時介入一些未必能被清楚界定為人權侵犯的事情所致。
一些政府團體也自稱「人權團體」，一個例子是英國的國會全政黨人權關注團體（All-Party Parliamentary Group on Human Rights），但這樣的團體往往都是為政治目的服務的報告團體。